# Détroit de Torrès
Pour l’article homonyme, voir Îles Torrès.
Le détroit de Torrès est une étendue d'eau de la mer de Corail comprise entre l'Australie et la Nouvelle-Guinée. Sa largeur est de 150 km en son point le plus étroit et sa longueur s'élève à 281 km (à la latitude de Murray Island). Au sud se trouve la péninsule du Cap York où se situe le point continental le plus septentrional de l'État du Queensland, au nord la province de l'Ouest de la Papouasie-Nouvelle-Guinée. Le détroit forme la partie la plus occidentale de la mer de Corail et débouche à l'ouest sur la mer d'Arafura.

## Géographie
Le détroit permet aux navires de transiter de la mer de Corail à l'est vers la mer d'Arafura à l'ouest. Toutefois, les eaux du bras de mer et les îles qu'il comporte sont entièrement comprises dans la mer de Corail.

### Limites
L'Organisation hydrographique internationale propose dans la  quatrième édition (2002) de son document S-23 les limites du détroit de Torrès de la façon suivante : 
À l'est :  une ligne depuis la pointe sud-est de l'île de Parama (9° 01′ 33″ S, 143° 25′ 59″ E), près de la côte méridionale de Papouasie-Nouvelle-Guinée, en direction du sud-est jusqu'à  Bramble Cay (9° 08′ 31″ S, 143° 52′ 33″ E) puis vers le sud-est jusqu'à East Cay (9° 23′ 46″ S, 144° 13′ 47″ E), de là en direction du sud, en suivant la bordure orientale (ou  extérieure) de la Grande Barrière jusqu'à un point de latitude 10°41'S et de longitude 144°00 E (en mer, au sud-est).
Au sud : depuis la position 10° 41′ S, 144° 00′ E, sur la bordure extérieure de la Grande Barrière, en suivant le parallèle 10°41'S jusqu'au cap York (10° 41′ 14″ S, 142° 31′ 54″ E), l'extrémité septentrionale de la péninsule du Cap York, dans le Queensland, puis vers le sud-ouest, le long de la péninsule du Cap York  jusqu'à Slade Point, sur la côte nord-ouest de cette péninsule.
À l'ouest :  à partir d'une ligne en direction du nord-ouest joignant Slade Point (10° 56′ 47″ S, 142° 08′ 16″ E) au Queensland, à l'estuaire de la Torassi  (autre nom du fleuve Bensbach, 9° 07′ 43″ S, 141° 01′ 09″ E), en Papouasie-Nouvelle-Guinée.
Au nord : depuis l'estuaire de la Torassi, en direction de l'est, le long de la côte méridionale de la Papouasie-Nouvelle-Guinée jusqu'à la pointe sud-est de l'île de Parama.

### Îles du détroit
Passage international important, le détroit est peu profond et le nombre de récifs et d'îles rend sa navigation difficile.
Plusieurs séries d'îles parsèment le détroit, dont le nom collectif est « îles du détroit de Torrès ». Celles-ci sont au nombre de 274 dont 17 sont aujourd'hui habitées en permanence.
On retrouve dans ces îles une grande variété de topographies, d'écosystèmes et leur formation diffère largement. Beaucoup de celles qui sont proches de la Nouvelle-Guinée sont basses, formées de dépôts sédimentaires alluviaux dus aux fleuves côtiers. La plupart des îles occidentales sont accidentées et raides, formées principalement de granit et sont les sommets de l'extension la plus septentrionale de la Cordillère australienne. Ces monts sont devenus des îles lorsque le niveau de la mer a monté après la dernière période glaciaire. Les îles centrales sont des cayes et celles de l'est sont d'origine volcanique.
Toutes les îles sont administrées par l'Australie depuis l'île Thursday (Waiben).

### Population des îles du détroit
Les habitants indigènes sont les indigènes du détroit de Torrès, des peuples mélanésiens liés aux Papous de la Nouvelle-Guinée. Les différentes communautés des îles ont des cultures distinctes et une histoire de longue date avec les îles et les régions côtières. Leur commerce maritime et leurs interactions avec les Papous au nord et les Aborigènes au sud ont maintenu une diffusion culturelle constante entre les trois sociétés remontant au moins à quelques milliers d'années.
Deux langues indigènes sont parlées dans le détroit de Torrès : Lagau Ya et Meriam Mìr, ainsi que le Brokan, autrement appelé créole du détroit de Torrès. En 2001, selon le recensement australien, la population des îles se montait à 8 089, même si beaucoup plus vivent en Australie en dehors du détroit de Torrès.

## Géologie

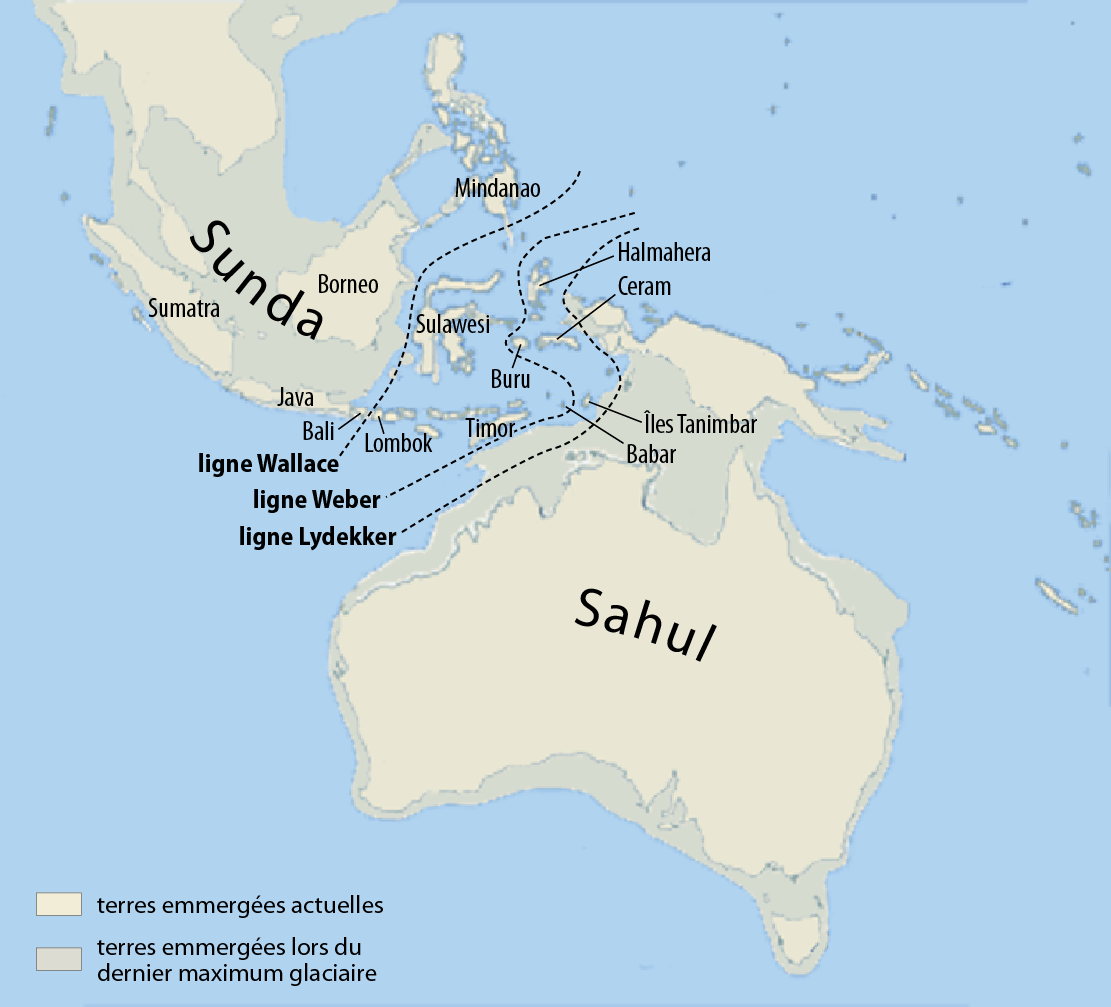
Étendue probable de Sahul et de Sunda vers le 20e millénaire AP (le niveau de la mer était alors plus bas de 150 m).

Le détroit de Torrès appartient au plateau continental nommé continent australien et donc à la plaque australienne.
Sahul est le nom du plateau continental dont les parties émergées sont aujourd'hui l’Australie, la Tasmanie et la Nouvelle-Guinée. Le terme, autrefois utilisé pour désigner seulement les parties immergées, sert désormais pour désigner l'ensemble continental émergé il y a plus de 10 000 ans (fin de la dernière période glaciaire), lorsque le niveau de la mer était de plus de 100 m plus bas et que la majorité de ce plateau était alors émergé (Australie, Tasmanie et Nouvelle-Guinée réunies par des ponts terrestres), formant un seul continent nommé Sahul.
Les populations indigènes du détroit de Torrès sont présentes depuis au moins 2 500 ans. Leur origine est le plateau continental de Sunda (Sonde, Insulinde, Asie du Sud-Est) par l'espace du Wallacea.

## Histoire

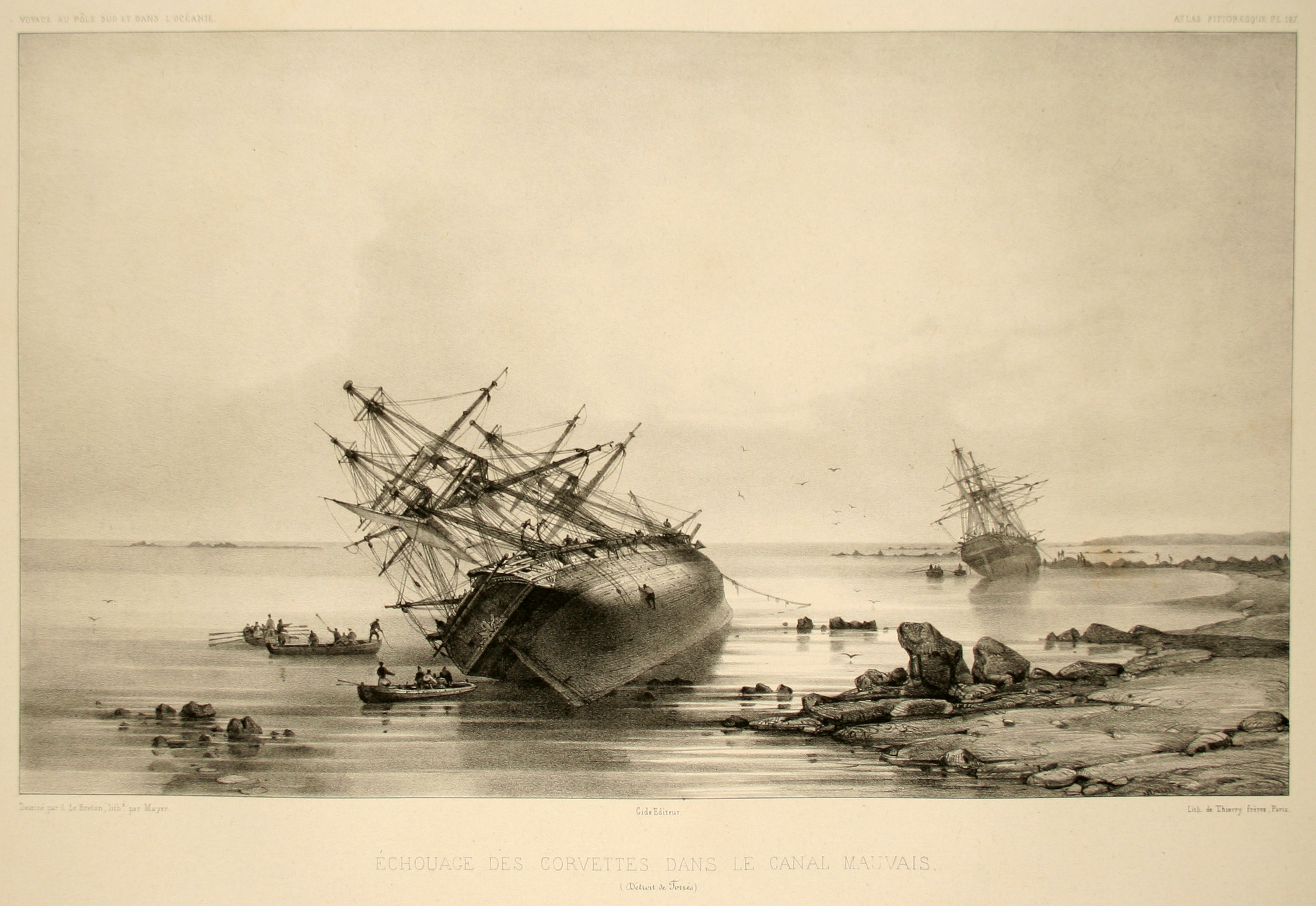
Les corvettes de Jules Dumont d'Urville échouées dans le Canal Mauvais, Louis Le Breton.

Le premier navigateur européen connu pour avoir traversé ce détroit fut Luis Váez de Torrès, un marin espagnol qui était le second de l'expédition de Pedro Fernandes de Queirós qui alla de Callao au Pérou jusqu'au Vanuatu et à l'île d'Espiritu Santo en 1605. Après le retour du bateau de Queirós au Mexique, Torrès repartit pour aller à Manille par les Moluques. Il navigua le long de la côte sud de la Nouvelle-Guinée et aperçut sûrement l'extrémité septentrionale de l'Australie, bien qu'aucun rapport ne l'indique.
En 1769, le géographe écossais Alexander Dalrymple trouva le rapport de voyage de Torrès à Manille et donna le nom de Torrès au détroit.
En 1770, James Cook annexa la totalité de la partie orientale de l'Australie à la Couronne britannique. Il passa à travers le détroit après avoir navigué le long des côtes australiennes. La London Missionary Society arriva à Erub (Darnley Island) en 1871. Les îles du détroit de Torrès furent annexées en 1879 par le Queensland. Ainsi elles devinrent partie de la colonie britannique du Queensland, même si certaines d'entre elles se trouvent à proximité immédiate de la Nouvelle-Guinée, puis elles furent incorporées dans la nouvelle Fédération australienne en 1901.
Une importante industrie perlière se développa des années 1860 jusque vers 1970, date à laquelle elle s'effondra face à la compétition de l'industrie plastique. Le ramassage des perles fut à l'origine de l'arrivée de plongeurs expérimentés en provenance de divers pays, notamment du Japon.
La région fut également concernée par les mouvements pour les droits sociaux des années 60 et 70. Par exemple, Eddie MABO, défenseur des droits des aborigènes australiens qui sera à l'origine de la fin du statut de « Terra Nullius » en Australie (décision MAPO en 1992),, est originaire des îles du détroit.
Le détroit de Torrès est mentionné dans Vingt Mille Lieues sous les mers, le roman de Jules Verne, comme un détroit dangereux où le sous-marin le Nautilus s'échoue à un moment donné : épisode inspiré par le passage du Canal Mauvais par Jules Dumont d'Urville. Il est également décrit comme très dangereux dans un autre ouvrage de Jules Verne : Mistress Branican (publié en 1891), avec des détails intéressants sur les populations indigènes qui étaient encore cannibales.